# 赵世玲
赵世玲（1904年—1949年）原名赵传壁，山西省山阴县城人。中华民国军事将领。

## 生平
赵世玲早年在第二高小读书，毕业后考入太原北方军官学校。民国21年（1932年）在南京陆军大学特别班第11期读书时，因与他人同名，而改名为赵世玲。毕业后，被阎锡山要回山西，任陆军中校参谋兼北方军官学校教官。此后历任防共保卫团团长、国民兵军官教导团第六团团长，山西新军决死第九总队总队长、1939年4月由新军决死三纵队第九总队、游击十团、游击十一团组成的第一九七旅旅长。1939年12月25日，旅长赵世铃率旅部和第九总队在安泽县张家庄、河阳村叛出共产党。升任第四十三军军长。该部在中条山战役中全军覆没，险些遭到杀害。
解放战争时期，历任介太铁路护路司令、晋军地四十九师师长、太原警备司令、省防军第一军军长。太原绥靖公署参谋长。民国38年（1949年）3月29日，阎锡山撤退至南京时，成立了防守太原“五人小组”，赵世玲为该小组五位成员之一，同中国人民解放军对抗。中国人民解放军攻占太原后，赵世玲被俘虏。
1949年9月间，中国人民解放军太原市军事管制委员会对赵世铃、孟际丰这两名“重大反革命罪犯”进行审判。赵世铃的主要罪名是在晋西事变时“瓦解新军，残害革命人士”，后来担任晋军的参谋长，协助阎锡山指挥部队、组织太原保卫战。同年，赵世玲被判处死刑并执行。